# Hôpital psychiatrique pénitentiaire de Turku
L'Hôpital psychiatrique pénitentiaire (finnois : Psykiatrinen vankisairaala) est un hôpital psychiatrique situé dans le quartier de Saramäki de Turku en Finlande.

## Présentation
L'hôpital psychiatrique de la prison (anciennement l'hôpital psychiatrique de la prison) est un hôpital psychiatrique où les détenus nécessitant un traitement psychiatrique sont traités et où sont effectués des examens de l'état mental et des évaluations de la dangerosité .
L'hôpital pénitentiaire psychiatrique qui a commencé à fonctionner en 1911 est située à côté de la prison de Turku.
De 1911 à 2007, il était à Kakolanmäki et depuis 2007 à Saramäki. 
L'unité de  Saramäki dispose de 40 places de traitement et l'effectif est de 49, dont 39 infirmiers. 
L'hôpital psychiatrique de la prison de Turku est le seul hôpital de garde en milieu carcéral qui accepte les patients qui viennent pour un traitement involontaire dans tout le pays. 
Cependant, la grande majorité des patients reçoivent un traitement volontairement.
L'établissement est géré par l'Institut national de la santé et du bien-être.